# المايسترو (مسلسل)
المايسترو مسلسل درامي اجتماعي تونسي يتكون من عشرين حلقة، عُرض في شهر رمضان سنة 2019 على قناة الوطنية الأولى، وهو من إنتاج مؤسسة التلفزة التونسية، تأليف عماد الدين الحكيم، وإخراج الأسعد الوسلاتي، وتعود فكرته إلى الموسيقار رياض الفهري.

## القصة
يجمع المسلسل بين الدراما وعالم الموسيقى حيث يقدم قصصًا مؤلمة لفتيان وفتيات رمت بهم ظروف اجتماعية وعائلية إلى عالم الجريمة والسرقة والمخدرات والهجرة غير القانونية على الرغم من حداثة سنهم.
يقدم المسلسل قصة أستاذ موسيقى يُدعى حاتم يتوقف عن العمل ذات ليلة إثر نشوب شجار في المطعم الذي يعمل فيه وحدوث جريمة قتل تسببت في إغلاق المطعم، فيقدم حاتم على بعث نادي موسيقى بمركز إصلاحية الأحداث (سجن أطفال) بمساعدة سهام، ابنة خالته المحامية، لكنه يصطدم بواقع مؤلم يستوجب التغيير فيقرر مجابهة الصعوبات.
يلتقي هناك برُقية وهي الأخصائية النفسية الراقية الحساسة التي تربطها علاقة مباشرة بالمراهقين فتحاول بشتى الطرق مساعدتهم وبث الأمل فيهم من جديد،
رغم العراقيل المفروضة من قبل موظفي الإصلاحية، مثل المدير عباس، ويونس الذي يؤمن بالأساليب التقليدية للتعامل مع المراهقين.

## الشخصيات
- درة زروق: «رُقية» أخصائية نفسية في إصلاحية أطفال بتونس
- فتحي الهداوي: «عباس» مدير الإصلاحية
- أحمد الحفيان: «حاتم» أستاذ الموسيقى في الإصلاحية
- غانم الزرلي: «يونس» عامل بإصلاحية الذكور
- وجيهة الجندوبي: «منيرة» زوجة عباس
- رياض حمدي: «طارق» عامل بإصلاحية الذكور
- مريم بن حسين: «سهام» محامية، ابنة خالة حاتم
- منتصر التبان: «شريف» عامل بإصلاحية الذكور
- صادق الطرابلسي: «مروان» سجين بإصلاحية الذكور، ابن عباس
- سناء الحبيب: «لُبنى» سجينة بإصلاحية الإناث، ابنة خالة حاتم
- مالك بن سعد: «شهاب» سجين بإصلاحية الذكور
- شاكرة رماح: «سماح» خطيبة حاتم السابقة
- حكيم بو مسعودي: «زياد» عازف ساكسفون، صديق حاتم
- رؤوف بن عمر: «يحيى» عازف قانون، أستاذ حاتم وصديقه
- مريم بن حسن: «نائلة» عاملة بإصلاحية الإناث
- ليلى المصمودي: «القاضية» رئيسة محكمة الأحداث

## وصلات خارجية
- على موقع قاعدة بيانات الأفلام العربية